# 鲁尔接头

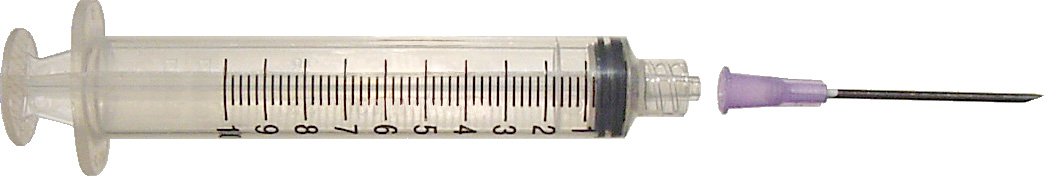
接有带螺纹的公鲁尔接头的注射器，以及带有母鲁尔接头的针头

鲁尔接头（ Luer taper）是一种标准化的微量无渗接头，通过公鲁尔接头与相匹配的母鲁尔接头部分来连接，广泛使用在医学和实验室仪器中，以十九世纪德国仪器发明人鲁尔命名（Hermann Wülfing Luer），其主要特点在ISO594中有定义。 It is also defined in the DIN and EN standard 1707:1996 and 20594-1:1993.